# Bitwa o Ampil
Bitwa o Ampil – starcie zbrojne, które miało miejsce w dniach 7–8 stycznia 1985 r. w trakcie wojny kambodżańskiej (1975–1995).
Atak wietnamski na bazę Czerwonych Khmerów w Ampil rozpoczął się dnia 7 stycznia rano atakiem wojsk piechoty oraz czołgów. Dwa zgrupowania wietnamskie przypuściły atak od południowego i północnego wschodu. Opór partyzantów KPNLF okazał się początkowo skuteczny a atakujący stracili 2 czołgi i 4 transportery opancerzone. Wieczorem w wyniku silnego ostrzału artylerii Wietnamczykom udało się w końcu opanować główne drogi do Ampil. Następnego dnia rankiem 8 stycznia natarcie wietnamskie zostało wznowione. Wojska WAL zajęły znaczną część obozu zabijając 6 i raniąc 83 partyzantów. Pozostali obrońcy wraz ze znajdującą się w obozie ludnością cywilną wycofali się do Tajlandii. 